# Betsileo (langue)
Le betsileo est une langue dialecte malgache, du groupe malgache du plateau, parlé surtout par l'ethnie Betsileo.

## Distribution géographique
Elle est la langue la plus utilisée dans les régions de la Haute Matsiatra, de l'Amoron'i Mania et des parties Nord d'Ihorombe et de Vatovavy-Fitovinany.
La langue betsileo est également parlée partout à Madagascar par la diaspora betsileo.

## Nombre de locuteurs
On trouve les locuteurs parmi les Betsileos d'environ 4 245 000 individus mais aussi venant d'autres ethnies habitant les régions d'Amoron'Imania et de l'Haute Matsiatra.

## Caractéristiques
La langue betsileo fait partie du branche « hauts plateaux » du malgache, avec l'antemoro, l'antefasy, le tanala et l'antambahoaka.
Par exemple : 
« Tirer » se dit :
- Betsileo : mitifitsa
- Merina : mitifitra

« Voler » se dit :
- Betsileo : mangalatsa
- Merina : mangalatra

« Parler » se dit :
- Betsileo : mitarogna
- Merina : miteny

« Il ne va pas à l'école aujourd'hui. » se dit :
- Betsileo : Tsa handeha an-tsekoly  i androany.
- Merina : Tsy handeha an-tsekoly izy androany.